# Ticera, Hunedoara
Ticera este un sat în comuna Bulzeștii de Sus din județul Hunedoara, Transilvania, România.